# Daihatsu Feroza
Daihatsu Feroza — трёхдверный четырёхместный лёгкий автомобиль повышенной проходимости, выпускавшийся японским концерном Daihatsu с 1989 по 1998 год. До 1992 года комплектовался карбюраторным бензиновым двигателем Daihatsu HD-C, после 1992 года — впрысковым Daihatsu HD-E. Трансмиссия включает пятиступенчатую механическую либо автоматическую коробку переключения передач и раздаточную коробку с постоянным (full-time, одноступенчатая, с блокировкой межосевого дифференциала) либо жёстко подключаемым (part-time, двухступенчатая) полным приводом. В силу небольшого веса, наличия рамы и простоты конструкции Daihatsu Feroza часто используется как платформа для самостоятельной постройки лёгкого внедорожника, обладающего выдающейся проходимостью, или трофимобиля. Замечено успешное участие этих автомобилей во внедорожных соревнованиях, вплоть до категории ТР3-3.

## История
Feroza является продуктом переработки Daihatsu Rugger (в экспортном варианте — Daihatsu Rocky F7, Daihatsu Fourtrack), выпускавшимся ранее. По сравнению с Rugger, Feroza в полтора раза легче, имеет независимую переднюю подвеску, и кузов типа кабриолет с пластиковой крышей либо тентом. Вариант для японского рынка назывался Rocky F300 или Lovibond, вариант для английского рынка — Sportrack, для индонезийского рынка — Taft GT. Существовала также версия Bertone Freeclimber II (1989—1992) с двигателем BMW M40 объёмом 1.8 л. На Rocky F300 в Японии был госзаказ для полиции, лесников, спасателей, генералов и т. д. Подавляющее большинство машин комплектовалось механической трансмиссией и раздаточной коробкой типа part-time. Начиная с 1996 года, несколько изменены дизайн кузова, добавлены антиблокировочная система и подушка безопасности. Модели SE и SX отличались только окраской. Марка Feroza II (Sportrack MkII) относится к автомобилю с увеличенной колеёй в модификации F310 (1993—1998). За 10 лет производства было выпущено более 200 тыс. автомобилей.

## Конструкция
Рама — лестничного типа, кузов — типа кабриолет (металлические центральные стойки, дверные проемы, рамка лобового стекла, дуга безопасности сзади), люк пластиковый, кунг пластиковый со стёклами либо мягкий, бамперы металлические, штатная защита картера, трансмиссии, бензобака.
Двигатель HD-E 1,6 л, четырёхцилиндровый, рядный, стоит продольно, распределённый впрыск (форсунки в коллекторе), мощность 95 л. с. при 5000 об/мин, SOHC, 16 клапанов (коромысла), привод ГРМ ремнём, вентилятор на вискомуфте, бак 60 л в заднем свесе, внешний бензонасос (на раме), в «американском» варианте комплектовался системой рециркуляции отбработанных газов (EGR).
В варианте с трансмиссией part-time — механическая коробка передач (пять «коротких» передач), механическая раздатка part-time с двумя передачами (прямая и 1,8), передний привод отключаемый, механические хабы, задний дифференциал обычный либо LSD. Передаточное отношение главных пар 5,3 или 5,6. Привод сцепления тросовой. Сзади неразрезной мост, спереди редуктор закреплён на раме и имеет приводы со шрусами. Передние ступицы снабжены хабами.
Задний мост стоит на листовых рессорах, спереди — двойные поперечные рычаги на торсионах, стабилизатор поперечной устойчивости. Четыре амортизатора. Самая распространённая используемая резина — 235/75 R15 (28,9 дюймов), рекомендованная заводом — 225/70 R15 (27,4 дюйма). Максимально влезающая резина с разумной лифтовкой кузова и подвески — 32,0 дюйма.
Система рулевого управления — «шариковинтовая пара — зубчатая рейка — сектор» с гидроусилителем (передаточное отношение — 18,4), тормоза двухконтурные (перед — зад) с вакуумным усилителем, передние дисковые вентилируемые, сзади — барабанные, стояночный тормоз устанавливается на задние колёса.

## Заводские опции
Опции Daihatsu:
- алюминиевые пороги-подножки,
- АБС (после 1996 года),
- подушка безопасности водителя (после 1996 года),
- кондиционер,
- воздушная камера во впускном тракте (после 1993 года — всегда),
- 7-лопастной вентилятор ДВС и вискомуфта увеличенного диаметра,
- задний дифференциал с ограниченным проскальзыванием (LSD),
- АКПП (подразумевает также другие главные пары),
- раздатка full-time (с блокируемым дифференциалом, но без понижающей передачи),
- автоматические хабы передних колес,
- амортизаторы с регулируемой жёсткостью,
- дополнительный масляный радиатор (теплообменник между маслом и антифризом),
- дополнительный задний обогреватель салона,
- электропривод зеркал,
- электростеклоподъёмники,
- регулировка руля по высоте (после 1992 года — всегда),
- защита трансмиссии,
- защита бензобака,
- стартёр с планетарной передачей,
- пластиковые расширители крыльев (два вида, отличаются шириной),
- боксы-подлокотники для задних пассажиров,
- задние фонари в кузове (оригинально — в бампере),
- дуга-«кенгурятник»,
- рейлинги на крышу,
- вентилируемые тормозные диски,
- гидроусилитель руля (после 1992 года - всегда),
- раздельно складываемые задние сиденья,
- узкие передний и задний бамперы (70 мм),

Опции других компаний (предназначенные для Feroza F300):
- усиленные рессоры Dobinsons DAI-015R, торсионы Dobinsons TB15-197[6],
- усиленные рессоры Tough Dog,
- амортизаторы Dobinsons GS15-639S, GS43-082S[6]
- передний дифференциал с автоблокировкой Keiser Locker KL-155[7],
- механические колесные хабы AVM-440[8],
- шноркель Dobinsons (на левую сторону),
- третий стоп-сигнал,
- тюнинговые запчасти общего назначения (аккумуляторы, амортизаторы, сайлент-блоки, лебёдки и т. д.),
- стандартные неоригинальные запчасти

## Потребительские качества

### Проходимость
Отличная геометрическая проходимость Feroza определяется длиной автомобиля 3,7 м, короткой базой, низко расположенным центром тяжести. Артикуляция задней подвески отличная, передней — удовлетворительная и поддается тюнингу. Прочность поперечин рамы и мостов позволяет цеплять ими за валуны. В глубоком песке возможен недостаток мощности, объём мотора часто подразумевает выбор в пользу прохождения препятствий ходом.

### Дорожные качества
Острота управления, разгона и торможения проигрывают среднестастической легковой машине из-за длинноходной подвески и высокопрофильной резины. Передаточные числа оптимизированы для движения по пересеченной местности, машина имеет большое лобовое сопротивление (Cd=0.55), как следствие максимальная комфортная скорость на шоссе составляет около 120 км/час. При этом расход топлива составляет 10 л на 100 км.

### Ремонтопригодность
Неприхотливость, простота конструкции и обслуживания делают Daihatsu Feroza пригодной для самостоятельного ремонта без специнструмента. Впрыск электронный, имеет систему самодиагностики; датчики: температуры ОЖ, температуры воздуха, давления на входе, давления топлива, содержания кислорода, положения дроссельной заслонки, скорости; клапаны: EGR, BCSV, воздушный кондиционера, воздушный ГУР. Ходовая часть сделана с запасом прочности. При активной эксплуатации по бездорожью внимания требуют шаровые опоры, рулевые наконечники, сошка, маятник, подшипники колес, сцепление, крестовины, пыльники ШРУСов; все шаровые соединения шприцуются.

### Комфорт
Комфорт и шумность не являются выдающимися характеристиками, однако в эргономике салона всё на своем месте и нет ничего лишнего. Вместимость составляет фактически два человека плюс багаж (или 3 человека с рюкзаками). Для увеличения объёма багажника задние сидения снимают. Расположение, размеры и углы наклона стекол подразумевают плохую аэродинамику и отличную обзорность.

## Основные технические характеристики
| Массогабаритные и динамические | Массогабаритные и динамические                          |
| ------------------------------ | ------------------------------------------------------- |
| Пустой вес                     | 1209 кг                                                 |
| Максимальный разрешенный вес   | 1650 кг                                                 |
| Максимальная нагрузка на ось   | 750 кг (передняя) / 1100 кг (задняя)                    |
| Дорожный просвет               | 220 мм (с шинами 235/75R15, по картеру заднего моста)   |
| Длина (F300)                   | 3.71 м (DX) / 3.79 м (EL)                               |
| Ширина (F300)                  | 1.58-1.63 м                                             |
| Высота                         | 1.72 м                                                  |
| Колея (F300)                   | 1.33 м                                                  |
| База                           | 2.17 м                                                  |
| Объём багажника                | 272 л / 440 л                                           |
| Максимальная скорость по шоссе | 150 км/час                                              |
| Время разгона до 100 км/час    | 14 сек (паспортное значение, недостижимое в реальности) |

| Двигатель HD-E                          | Двигатель HD-E                                                          |
| --------------------------------------- | ----------------------------------------------------------------------- |
| Рабочий объём двигателя (диаметр * ход) | 1589 см3 (76 мм × 87,6 мм)                                              |
| Порядок / опережение зажигания          | 1-3-4-2 / 3°±2° (на холостом ходу)                                      |
| ГРМ                                     | ремень, SOHC, 16 клапанов                                               |
| Мощность                                | 70 КВт (95 л. с.) при 5700 об/мин                                       |
| Крутящий момент                         | 128 Н · м при 4800 об/мин (плато приблизительно от 3000 до 5000 об/мин) |
| Степень сжатия                          | 9,5                                                                     |
| Обороты (макс. / холостой ход)          | 6500 / 850 (±50)                                                        |
| Впрыск                                  | распределённый, 4 форсунки в коллекторе                                 |

| Трансмиссия                   | Трансмиссия                                                    |
| ----------------------------- | -------------------------------------------------------------- |
| Сцепление                     | механическое, диафрагменное, сухое, однодисковое               |
| Коробка передач               | пятисупенчатая, механическая, трёхвальная                      |
| Раздаточная коробка part-time | двухступенчатая, с цепным отбором мощности на переднюю ось     |
| Передаточные числа КПП        | 3,75 (I), 2,18 (II), 1,53 (III), 1,00 (IV), 0,86 (V), 3,94 (R) |
| Передаточные числа РК         | 1,00 (H), 1,75 (L)                                             |
| Передаточные числа ГП         | 5,3 / 5,6 (опция)                                              |
| Передний привод               | карданный вал, редуктор, валы, шрусы, хабы                     |
| Задний привод                 | карданный вал, неразрезной мост, LSD, полуразгруженные полуоси |

| Эксплуатационные                        | Эксплуатационные                                  |
| --------------------------------------- | ------------------------------------------------- |
| Шины                                    | от 195/80R15 до 235/75R15                         |
| Диски                                   | R15*6 ET19, разболтовка 5 × 139,7, ступица 110 мм |
| Давление в шинах                        | 1,6 кгс/см2 (передние) / 2,1 кгс/см2 (задние)     |
| Топливо                                 | неэтилированный бензин Aи-92, 60 л                |
| Моторное масло                          | 10W40, SE+, 3,8 л                                 |
| Масло в трансмиссии                     | 75W90, GL4+, 1,7 л (КПП) + 1,4 л (part-time РК)   |
| Масло в мостах                          | 80W90, GL5, 0,9 л (перед) / 2,0 л (зад)           |
| Антифриз                                | 5,5 л (радиатор) + 1,0 л (бачок)                  |
| Состав выхлопа на холостом ходу HD-E    | max CO=0,5 %, max CH=200 ppm, min CO2=14 %        |
| Зазоры клапанного механизма (прогретый) | 0,25 мм (впуск) / 0,33 мм (выпуск)                |
| Схождение / развал / кастор             | 4 мм (суммарное) / 1° / 2°                        |
| Расход топлива на 100км                 | 11 л (город, лето) / 9 л (шоссе, 90 км/час)       |